# Eva Munthe Fog
Eva Munthe Fog (født 16. april 1924 i København død 26. januar 2016) var en en dansk fysioterapeut  og tennisspiller medlem af KB Tennis og aktiv i slutningen af 1940'erne 1950'erne. Hun vandt seks Danmarksmesterskaber, fire mixed double, tre med Erik Bjerre og et med Kurt Nielsen samt to i damedouble med Lisa Gram Andersen og Lise Unmack.
Eva Munthe Fog blev (14. november 1957 i Asminderød) gift med arkitekten Mogens Jacobsen. Hun var datter af stabslæge Reinhold Munthe Fog og Erna Schønheyder. 